# وحدات طبيعية

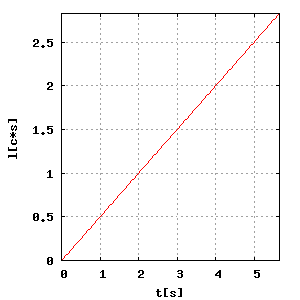
المسافة التي يقطعها الضوء خلال زمن بلانك ، إذا كانت سرعة الضوء نصف القيمة المعروفة.

في الفيزياء، تعرف الوحدات الطبيعية على أنها وحدات فيزيائية للقياس مبنية على ثوابت فيزيائية معروفة. كمثال، الشحنة الأولية e هي وحدة طبيعية للشحنة الكهربية، وسرعة الضوء c هي الوحدة الطبيعية للسرعة. يعرف نظام وحدات طبيعية صاف بطريقة تصبح فيها مجموعة من الثوابت الفيزيائية المعروفة والمختارة وحدات، أي أن القيم العددية لهذه الوحدات بدلالة هذه الثوابت تساوي 1.

## مقدمة
القصد من الوحدات الطبيعية هو تبسيط بعض التراكيب الجبرية التي تظهر في معادلات فيزيائية أو تطبيع بعض الكميات الفيزيائية التي تعد خصائص للجسيمات الأولية والتي يعتقد أنها ثابتة. ومع ذلك، فإن ما يعتقد ويدفع إلى أن يكون ثابتًا في نظام للوحدات الطبيعية يمكن ببساطة أن يسمح أو يفترض بأنه يتغير في نظام وحدات طبيعية آخر.
سميت الوحدات الطبيعية بهذا الاسم لأن أصل تعريفها يأتي فقط من خصائص الطبيعة، وليس من أي منشأ بشري. تصنف وحدات بلانك عادة كوحدات طبيعية، مع أنها في الحقيقة تشكل نظامًا واحدًا للوحدات الطبيعية من بين عدة أنظمة، وهي أفضل هذه الأنظمة. تعد وحدات بلانك مميزة، إذ أنها مجموعة من الوحدات التي لا تستند إلى خصائص في نموذج أولي، أو عنصر، أو جسيم، بل هي مشتقة فقط من خصائص الفراغ.
وكما في أي نظام للوحدات، فإن قاعدة الوحدات لمجموعة من الوحدات الطبيعية ستتضمن تعريفات وقيم للطول، والكتلة، والزمن، والحرارة، والشحنة الكهربية. بعض الفيزيائيين لا يعترفون بالحرارة كوحدة فيزيائية أساسية، حيث أنها تعبر عن الطاقة بالنسبة لحرية الجسيم، والتي يمكن التعبير عنها بدلالة الطاقة (أو الكتلة، والطول، والزمن). فرضيًا، كل نظام للوحدات يطبع ثابت بولتزمان kB إلى 1 والذي يمكن أن يعد طريقة لتعريف وحدة الحرارة.
في النظام الدولي للوحدات، الشحنة الكهربية هي بعد منفصل أساسي لكمية فيزيائية، لكن في نظم الوحدات الطبيعية يعبر عن الشحنة بدلالة الوحدات الميكانية للكتلة، والطول، والزمن، بالتشابه مع س.ج.ث.

## التدوين والاستخدام
تستخدم الوحدات الطبيعية بساواة الوحدة الطبيعية بالواحد. كمثال، الكثير من أنظمة الوحدات الطبيعية تتضمن المعادلة c=1 في تعريف وحدة النظام، حيث c هي سرعة الضوء. إذا كانت السرعة v هي نصف سرعة الضوء، إذًَا فإنه من المعادلتين v=1/2c و c=1 يستنتج أن v=1/2. المعادلة v=1/2 تعني أن «السرعة v لها قيمة تساوي 1/2 إذا قيست بوحدات بلانك».
يمكن استخدام المعادلة c=1 في أي موضع آخر. كمثال، معادلة أينشتاين E=mc2 يمكن إهادة كاتبتها على الصورة التالية E=m. وهذه المعادلة الأخيرة تعني أن «طاقة الجسيم، مقاسة بوحدة بلانك للطاقة، تساوي كتلة الجسيم مقاسة بوحدة بلانك».

## المزايا والعيوب
بالمقارنة مع النظام الدولي للوحدات، يستنتج أن الوحدا الطبيعية لها عيوب ومميزات:
- المعادلات المبسطة
- التفسير الفيزيائي
- لا نموذج أولي
- قياسات أقل دقة
- احتمال أكبر للغموض